# Pico do Tracoá
O Pico do Tracoá é o pico mais alto de Rondônia com cerca de 1.126 metros, na Serra dos Pacaás Novos, próximo ao município de Campo Novo de Rondônia.
É uma formação geológica de rara beleza e se encontra no Parque Nacional de Pacaás Novos que é administrado pelo ICMBio e sobreposto as Terras indígenas dos Uru-eu-wau-wau. Recomenda-se consultar o ICMBio antes de qualquer visita.